# Bouquet-Quadrille
Bouquet-Quadrille, op. 135, är en kadrilj av Johann Strauss den yngre. Den spelades första gången den 23 maj (möjligen tidigare) 1853 i Wien.

## Historia
Det var ingen hemlighet att ärkehertiginnan Sofia utövade avsevärt inflytande, vad gällde regeringsärenden, på sin äldste son, kejsare Frans Josef I av Österrike. Därför var det förståeligt att många av kejsarens undersåtar försökte ställa sig in hos vid hovet via den inflytelserika modern. Bland alla dem som försökte dra fördelar återfanns Johann Baptist Corti, innehavare av ett kaffehus i Volksgarten. I maj 1852 anordnade Corti en "Stor vårfest" för att fira ärkehertiginnans namnsdag (15 maj). Till musiken engagerade han Johann Strauss den yngre och det var vid det tillfället som dennes Blumenfest-Polka framfördes första gången. Festen blev en succé och Corti beslöt att upprepa konceptet nästföljande år.
Följaktligen kunde tidningen Wiener Allgemeine Theaterzeitung annonsera den 15 maj 1853 om "En stor Vårfest med anledning av Hennes kejserliga-kungliga höghet Ärkehertiginnan Sofia, anordnad av Herr Corti tisdagen den 17 denna månad i Volksgarten, vid vilken, i anslutning till väldigt magnifika fyrverkerier, Herr Strauss och Liehmanns orkestrar kommer att delta. Den förre har komponerar en ny 'Blumen-Quadrille' till festen." På grund av dåligt väder fick festen ställas in till den 23 maj 1853. Bouquet-Quadrille (under mellantiden omdöpt till den nya titeln) mottogs väl och fick tas om flera gånger.  

## Om kadriljen
Speltiden är ca 5 minuter och 23 sekunder plus minus några sekunder beroende på dirigentens musikaliska tolkning.

## Weblänkar
- Bouquet-Quadrille i Naxos-utgåvan.